# Parc national Nibiischii
Le parc national Nibiischii est un parc national du Québec située en forêt boréale qui couvre environ 11 000 km² dans le nord du Québec. 
Le parc protégera la quasi-totalité des monts Otish ainsi que la rivière Témiscamie, le lac Albanel et le lac Mistassini, ce dernier étant le plus grand lac d'eau douce au Québec, dont la qualité de la pêche dépasse les frontières du Québec. Malgré sa grande taille, plus de 50 % du parc sera constitué de lacs. Du côté de la faune, le site est d'un grand intérêt pour la sauvegarde du caribou des bois.

## Histoire
Le projet de création du parc national Nibiischii a vu le jour durant les années 1980 en même temps que le projet de création d'autres parcs nordiques. En 1991 et 1992, le gouvernement du Québec a adopté deux arrêtés ministériels soustrayant 18 territoires à l’exploitation minière et forestière, dont deux sur le futur territoire du parc, soit un englobant le lac Albanel, la colline Blanche et la rivière Témiscamie et l'autre centré sur les monts Otish. En 1997, le Grand Conseil des Cris commande une étude sur la conservation du territoire en territoire conventionné, confirmant l’intérêt de la communauté crie de Mistissini pour la création d'un parc national. 
En 2001, la Société de la faune et des parcs du Québec décide d'entamer des discussions avec la communauté crie de Mistissini pour la création d'un parc national. En avril 2002, la Nation crie de Mistissini adopte deux résolutions visant l'agrandissement de la zone à protéger. Le projet est accepté par le ministère et est agrandi pour inclure les lacs Naococane, Mistassini et Albanel, la partie amont de la rivière Rupert ainsi que le couloir historique des lacs Témiscamie, à l’Eau Froide et Cosnier.
Un plan directeur provisoire pour le futur parc national est publié en novembre 2005. Des consultations publiques sont menées en janvier 2006 à Mistissini et à Chibougamau. Le projet reçoit l'appui de la majorité des individus et organismes consultés. En mars 2007 le territoire est mis en réserve sous le statut d'une réserve de biodiversité projetée avec une superficie de 10 934,8 km2. L'année suivant on ajoute 939,3 km2 à la suite d'une demande de la Nation crie de Mistissini.
Le parc national Nibiischii est établi le 26 décembre 2024. L'administration de ce dernier sera donnée à la Nation crie de Mistissini.